# Ґленн Б'юкенен
Ґленн Б'юкенен (англ. Glenn Buchanan, 19 листопада 1962) — австралійський плавець.
Призер Олімпійських Ігор 1984 року.